# Margaretha
Johan y Margaretha (a veces también llamada Margaretha) es uno de los seis ressorts, o en neerlandés ressorten, en los que se divide el distrito de Commewijne en Surinam.
Limita al norte con el océano Atlántico, al este con el ressort de Bakkie, al sur con los ressorts de Alkmaar y Nieuw Amsterdam, y al oeste con el río Surinam
En 2004, Margaretha, según cifras de la Oficina Central de Asuntos Civiles tenía 781 habitantes.